# سارا هایلند
سارا جین هایلند (انگلیسی: Sarah Jane Hyland؛ زادهٔ ۲۴ نوامبر ۱۹۹۰) یک بازیگر آمریکایی است. او بیشتر برای بازی در نقش خواهر بزرگ خانواده، هیلی دانفی در مجموعه تلویزیونی خانواده امروزی که از شبکه ای‌بی‌سی پخش می‌شود، شناخته شده است.
از دیگر کارهای معروف او می‌توان به بازی در فیلم آکادمی خون‌آشام‌ها، راز جو گولد، قرار ملاقات دو ناشناس، قسمت‌های خصوصی و چیز مورد علاقه من اشاره کرد.